# Lenoir County
Lenoir County är ett administrativt område i delstaten North Carolina, USA, med 59 495 invånare. Den administrativa huvudorten (county seat) är Kinston. 

## Geografi
Enligt United States Census Bureau så har countyt en total area på 1 041 km². 1 036 km² av den arean är land och 5 km² är vatten. 

### Angränsande countyn
- Greene County - nord
- Pitt County - nordost
- Craven County - öst
- Jones County - sydost
- Duplin County - sydväst
- Wayne County - väst